# Nynorsk Wikipedia
Nynorsk Wikipedia (nynorsk: Wikipedia på nynorsk,  dansk: den nynorsksprogede Wikipedia) er den nynorsksprogede  version af det verdensomspændende encyklopædi-projekt Wikipedia. Den blev oprettet 31. juli 2004. Den første artikel var om øen nn:Sekken. Wikipedia på nynorsk kalder sig for "Wikipedia - Det frie oppslagsverket". Pr. torsdag den 27. marts 2025 har den norsksprogede (nynorsk) Wikipedia 174.320 artikler, 158 aktive bidragydere og 14 administratorer.

## Nynorsk Wikipedias milepæle
- 10.000 artikler 7. august 2005 med artiklen om forfatteren og folkemindesamleren nn:Edvard Langset
- 25.000 artikler 11. august 2007 med artiklen om den medfødte hjertefejl nn:Fallots tetrade
- 50.000 artikler 11. juli 2009 med artiklen nn:Fødsel
- 75.000 artikler 21. november 2011 med artiklen om den italienske barokkmaler nn:Caravaggio
- 100.000 artikler 9. april 2013 med artiklen om den ungarske sanger nn:ByeAlex